# Craster
Craster est un petit village de pêcheurs sur la côte de du comté de Northumberland en Angleterre. Il possède un petit port et offre une vue vers le nord le long de la côte rocheuse jusqu'aux ruines du château de Dunstanburgh. C'est le point d'accès le plus proche du château et l'approche doit être faite à pied car il n'y a qu'un chemin herbeux. Le village suivant vers le nord est Embleton.
Pendant de nombreuses années, le village a eu une activité économique liée aux hareng. Les Craster kipper (en) sont des sandwichs bien connus en Angleterre. Les harengs locaux sont fumés de façon traditionnelle par la famille Robson.
Les vestiges d'une tour au bout du port sont tout ce qu'on peut voir maintenant d'un bâtiment beaucoup plus grand qui faisait partie des équipements qui servaient au transport de la pierre locale vers les bateaux dans le port. La carrière désaffectée est maintenant un parking. À une petite distance à l'intérieur des terres, se trouve la tour de Craster (en), la demeure de la famille Craster qui possédait la carrière et qui a fait fortune avec la carrière. Un mémorial sur le mur du port commémore un membre de cette famille qui est mort en service au service de l'armée britannique au Tibet au XIXe siècle.
La promenade le long de la côte au sud passe par Cullernose Point, un exemple des falaises basaltiques qui sont une caractéristique importante du paysage local. La côte du Nrothumberland fait partie des Area of Outstanding Natural Beauty.
À un mile à l'ouest, Dunstan Hall est un manoir qui incorpore une peel tower, maintenant utilisée comme logement de vacances.

## Source de la traduction
- (en) Cet article est partiellement ou en totalité issu de l’article de Wikipédia en anglais intitulé « Craster » (voir la liste des auteurs).